# Jüdischer Friedhof (Vlotho)

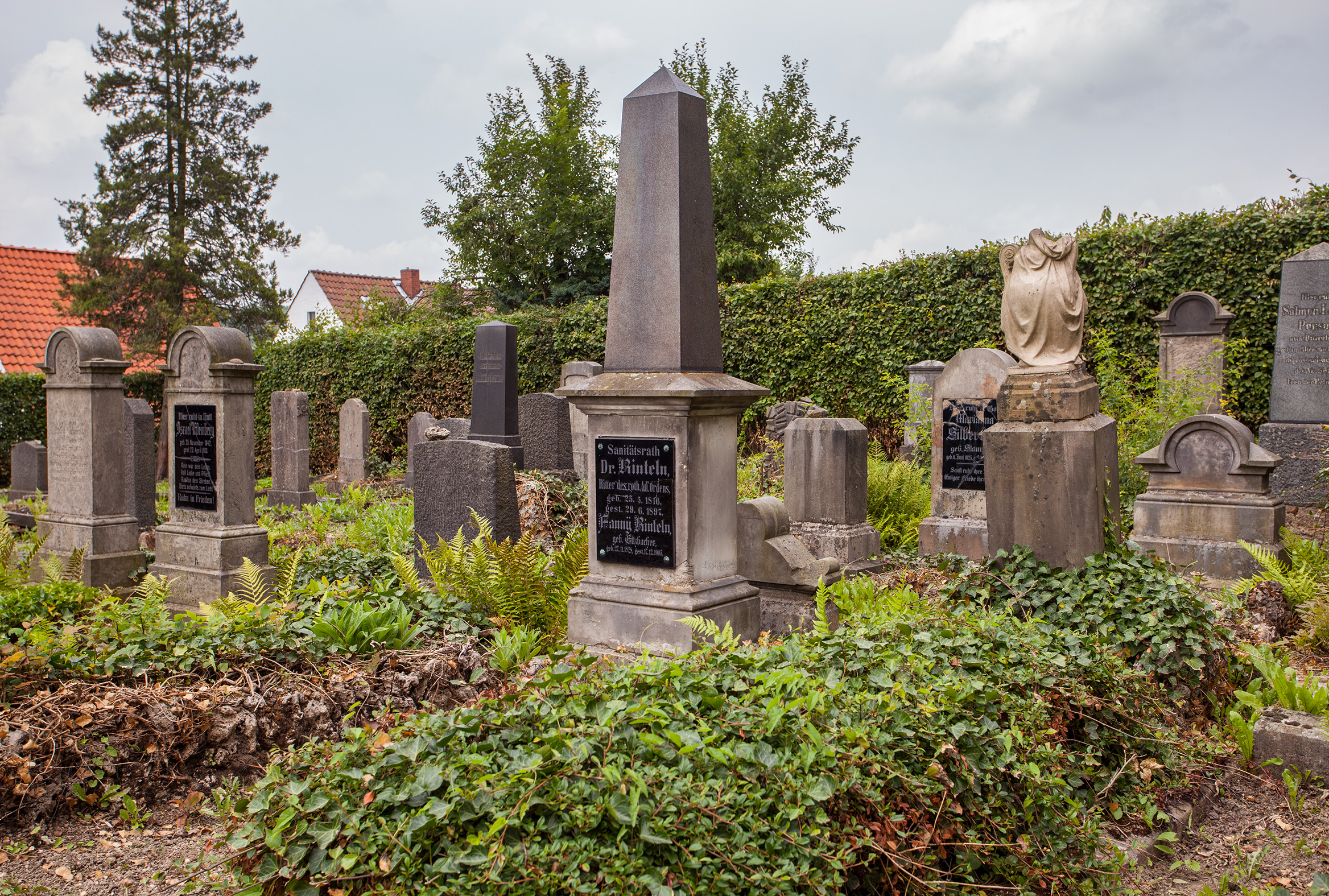
Der Jüdische Friedhof in Vlotho

Der Jüdische Friedhof Vlotho in Vlotho im Kreis Herford in Nordrhein-Westfalen ist ein geschütztes Baudenkmal.

## Beschreibung
Der Jüdische Friedhof mit seinen 185 Grabstätten und 163 erhaltenen Grabsteinen (Mazewot) liegt an der Wasserstraße direkt gegenüber dem evangelischen (jetzt städtischen) Friedhof und wurde von 1854 bis 1940 belegt. Er wird auch als neuer Jüdischer Friedhof bezeichnet.
Bis 1854 mussten die Juden in Vlotho ihre Toten auf dem außerhalb der Stadt liegenden sogenannten Jüdenbrink am heutigen Oberg begraben. Von diesem aus dem 17. Jahrhundert stammenden alten Friedhof sind nur noch wenige Spuren erhalten; die letzten 10 erhaltenen Grabsteine wurden 1967 auf den neuen Friedhof verbracht.
Der Vlothoer Friedhof diente auch den Juden aus Bad Oeynhausen als Begräbnisstätte, da diese zur Vlothoer Synagogen-Gemeinde gehörten.

## Mahnmal

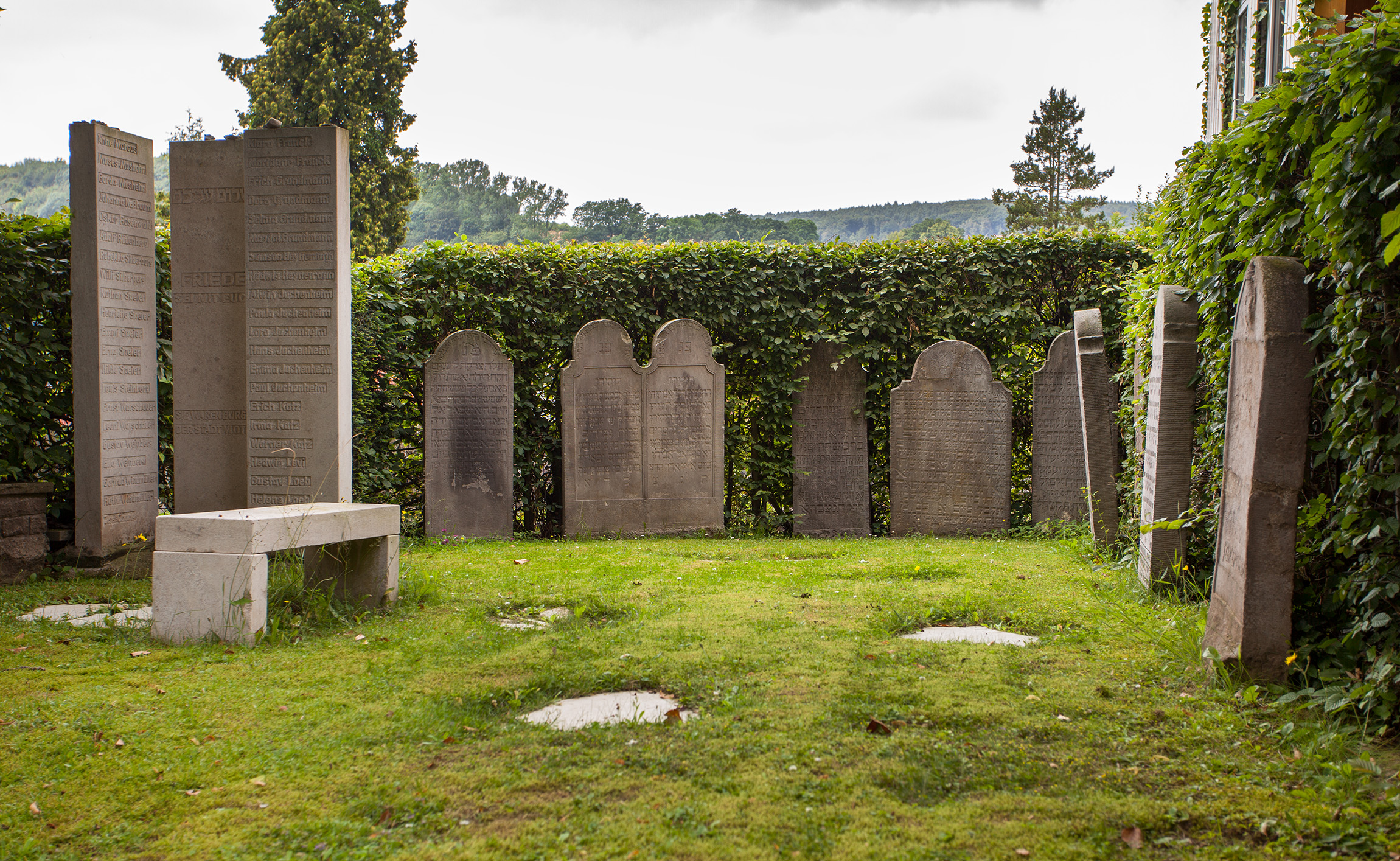
Mahnmal von 1969 (links), daneben stehen die vom alten Friedhof am Oberg überführten Grabsteine

Auf dem Friedhof befindet sich ein 1969 errichtetes Mahnmal, bestehend aus drei aufrechten Gedenksteinen. Zwei der Steine tragen die Namen der 41 Vlothoer Holocaust-Opfer. Ein weiterer Stein trägt in Hebräisch und Deutsch die Inschrift: „FRIEDE SEI MIT EUCH“ und „SIE WAREN BÜRGER DER STADT VLOTHO“.